# Antichrist
Der Antichrist (deutsch auch: Widerchrist, Endchrist) ist eine Figur der Endzeit, die als Gegenspieler und Gegenmacht Jesu Christi vor dessen Wiederkunft erwartet wird. Der Begriff stammt aus dem Neuen Testament, wird nur in den Johannesbriefen benutzt und bezeichnet dort einen Menschen, der „gegen den [von Gott] Gesalbten“ (griechisch ἀντὶ Χριστοῦ, ὁ Ἀντίχριστος) auftritt und falsche Lehren über ihn verbreitet. In den Johannesbriefen steht er nicht für eine bestimmte Person, sondern bezeichnet gewisse Gegner des Christentums. Der Begriff wurde in der Kirchengeschichte auf viele verschiedene Personen und Mächte der Gegenwart bezogen und ausgedeutet. Auch neuzeitliche europäische Kulturphilosophie und Literatur haben sich mit ihm befasst. Er ist vergleichbar mit dem jüdischen Armilus und dem islamischen Daddschāl.

## Antikes Judentum
Im Tanach ist der Anti-Messias als Begriff oder Person im Sinne eines Gegenspielers, den Gott zur Erlösung der Welt besiegen muss, unbekannt und wird abgelehnt. Im betonten Gegensatz dazu heißt es etwa bei Deuterojesaja (Jes 45,7 ):

„Ich erschaffe das Licht und mache das Dunkel, ich bewirke das Heil und erschaffe das Unheil. Ich bin der Herr, der das alles vollbringt.“

Das exilisch-nachexilische Judentum entwickelte eine von persischen und hellenistischen Vorstellungen beeinflusste Endzeiterwartung. In Jes 14,12ff.  erhält der Sturz eines Israel bedrohenden Tyrannen kosmische Dimensionen. Angesichts akuter Bedrohung des Judentums zeichnete das Buch Daniel um 164 v. Chr. den Seleukiden Antiochos IV. als Gotteslästerer (Dan 7,20 ) und übermächtigen Fremdherrscher (Dan 8,9-14 ), dessen Versuche, die jüdische Religion zu vernichten, das Endgericht über alle widergöttlichen Weltmächte und die Ankunft des vom Menschenähnlichen regierten Gottesreichs nach sich ziehen würden (Dan 7,2–14 ).
In dieser apokalyptischen Erwartung wird das Böse, das in immer neuen Gewaltsystemen auf Erden Macht gewinnt und auch die vernichtet, die ihrem Gott die Treue halten, nicht dualistisch verselbstständigt und zum Gegengott personifiziert. Keiner der irdischen Könige wird hier mit Satan in Verbindung gebracht, alle ihre Zerstörungsmacht ist befristet, alle sind nur Werkzeug der „Zeit des Zorns“ (Dan 8,19  und 11,36 ), die Gott beschlossen habe, bis die „bestimmte Zeit“ (Dan 11,13 ) bzw. die „Zeit des Endes“ (Dan 11,40 ) gekommen sei. Nichts kann in Daniels Glauben Gottes Kommen zum Weltgericht aufhalten und ihn daran hindern, selbst die Todesgrenze zu durchbrechen und alle Gerechten aufzuerwecken (Dan 12,2f ).
In den Schriftrollen vom Toten Meer (200 v.–70 n. Chr.) werden vereinzelt (4QTest 21–30) zwei antimessianische Gestalten, die im Dienst Belials stehen, erwartet. In der Syrischen Baruch-Apokalypse (syrBar 39,7; 40,1–3) kämpft der Messias gegen einen politischen Widersacher, den „letzten Regenten“ des Römischen Kaiserreichs, bis er diesen tötet. Erst nach der Kanonisierung des Tanach (um 100) taucht in jüdischen Texten Armilus als eine Art Anti-Messias auf, den der Messias gewaltlos allein „durch den Hauch seines Mundes“ (Jes 11,4) besiegen werde.

## Neues Testament

### Evangelien
In den Evangelien taucht der Begriff „Anti-Christos“ nicht auf, aber verwandte Ausdrücke wie „falsche Gesalbte“ (Mk 13,6.21 par.), „falsche Propheten“, „falsche Lehrer“ (Mk 13,22 par.; 1 Joh 4,1; 2 Petr 2,1) oder „falsche Apostel“ (2 Kor 11,13). So bezeichneten die Urchristen innere und äußere Gegner ihres Glaubens. Jesus selbst habe ihr Auftreten vorausgesagt (synoptische Apokalypse Mk 13,21ff.  par.):

„Wenn dann jemand zu euch sagt: Seht, hier ist der Messias!, oder: Seht, dort ist er!, so glaubt es nicht! Denn es wird mancher falsche Messias und mancher falsche Prophet auftreten und sie werden Zeichen und Wunder tun, um, wenn möglich, die Auserwählten irrezuführen. Ihr aber, seht euch vor! Ich habe euch alles vorausgesagt.“

Wie die antike Umwelt beurteilten die Urchristen diese Gegner in ihren Reihen als vom Teufel oder von Dämonen verführte und besessene Menschen, etwa Judas Iskariot nach Lk 22,3 und Joh 13,2.27 (vgl. Apg 20,30; 2 Kor 11,3f.; Jud 13). Damit unterschieden sie diese Gegner Jesu Christi als menschliche Werkzeuge des Teufels von diesem selbst. Dieser wird nie Antichrist, sondern Beliar (2 Kor 6,15), „der Böse“ (Mt 6,13; Joh 7,15; Eph 6,16; 1 Joh 2,13f.; 3,12; 5,18), diabolos (Mt 4,1ff.; Lk 4,1ff.; Joh 8,44; Eph 4,27 u.ö.), Satan (Mt 4,10; 12,26; Mk 3,23; Lk 10,18; Apg 5,3; Röm 16,20 u.ö.) oder „Fürst der/dieser Welt“ (Joh 12,31; 14,30, 16,11 Mk 13,2; Eph 2,2) genannt. Jeder dieser Namen bezeichnet den direkten Widersacher Gottes, dem alle dämonischen Mächte unterstehen, keinen menschlichen Gegenspieler Jesu Christi.

### Gemeindebriefe
Auch in den meisten Gemeindebriefen fehlt der Begriff. 2 Thess 2,1–12  spricht nicht von einem Antichristen, sondern von einem lügnerischen „Menschen der Gesetzesfeindschaft“ und „Sohn des Verderbens“, der sich selbst wie Gott darstelle. Jesus werde ihn zuletzt mit „dem Hauch seines Mundes“ töten. Auch hier ist ein Irrlehrer gemeint. Die Episode von Simon Magus in Apg 8,9–13 veranschaulicht, welche Irrlehren die Urchristen vor Augen hatten.
Der eschatologische Begriff Anti-Christos wurde erst in der zweiten Generation der Christenheit gefunden, die stärkeren Widerstand gegen ihren Glauben erlebten. Im Neuen Testament erscheint er ausschließlich in den Johannesbriefen, und zwar fünfmal.
1 Joh 2,18ff. : „Meine Kinder, es ist die letzte Stunde. Ihr habt gehört, dass der Antichrist kommt, und jetzt sind viele Antichriste gekommen. Daran erkennen wir, dass es die letzte Stunde ist.“
1 Joh 2,22ff. : „Wer ist der Lügner – wenn nicht der, der leugnet, dass Jesus der Christus ist? Das ist der Antichrist: wer den Vater und den Sohn leugnet. Wer leugnet, dass Jesus der Sohn ist, hat auch den Vater nicht; wer bekennt, dass er der Sohn ist, hat auch den Vater. Für euch gilt: Was ihr von Anfang an gehört habt, soll in euch bleiben; wenn das, was ihr von Anfang an gehört habt, in euch bleibt, dann bleibt ihr im Sohn und im Vater.“
Demnach bezeichnete der Begriff im Singular und Plural Irrlehrer innerhalb der christlichen Gemeinden, die die Messianität und Gottessohnschaft Jesu bestritten und sich damit von der überlieferten apostolischen Lehre abwandten. Ihnen gegenüber bekräftigt der Autor:
1 Joh 4,2–4 : „Daran erkennt ihr den Geist Gottes: Jeder Geist, der bekennt, Jesus Christus sei im Fleisch gekommen, ist aus Gott. Und jeder Geist, der Jesus nicht bekennt, ist nicht aus Gott. Das ist der Geist des Antichrists, über den ihr gehört habt, dass er kommt. Jetzt ist er schon in der Welt.“
2 Joh 7 : „Viele Verführer sind in die Welt hinausgegangen; sie bekennen nicht, dass Jesus Christus im Fleisch gekommen ist. Das ist der Verführer und der Antichrist.“
Wo und wer der oder die sind, die Gottes Inkarnation (Joh 1,14) im sterblichen Menschen Jesus leugnen, zeigen laut 1 Joh 4,5–8  die genannten Gegner selbst: Da sie „aus der Welt“ seien, redeten sie auch nur von dieser, und die Welt höre auf sie. Dagegen: „Wir aber sind aus Gott. Wer Gott erkennt, hört auf uns; wer nicht aus Gott ist, hört nicht auf uns. Daran erkennen wir den Geist der Wahrheit und den Geist des Irrtums. Liebe Brüder, wir wollen einander lieben; denn die Liebe ist aus Gott und jeder, der liebt, stammt von Gott und erkennt Gott. Wer nicht liebt, hat Gott nicht erkannt; denn Gott ist die Liebe.“

### Offenbarung des Johannes
Die Offenbarung des Johannes war stark von jüdischer Apokalyptik beeinflusst, übernahm zahlreiche Motive aus dem Buch Daniel und deutet sie in neuem Kontext. Sie stellt Visionen des Johannes von dem, „was du gesehen hast: was ist“ (das Sichtbare), dem, „was danach geschehen wird“ (dem Verborgenen), gegenüber (Offb 1,19 ). Die Zukunft wird in drei Zyklen von je sieben Visionen ausgemalt, die mit der Inthronisation des Lammes eingeleitet werden (v. 4): Jesus Christus als der am Kreuz für alle Menschen dahingegebene Sohn Gottes als der, den Gott zur Weltherrschaft bestimmt und dem er die Vollstreckung seines Geschichtsplans übertragen hat.
Die Kapitel 12 bis 14 stellen die besondere Situation der Christen gegenüber der von gottfeindlichen Mächten beherrschten Welt dar. Kapitel 12 stellt den Kampf und Sturz des Drachen gegen den von der Frau geborenen Gottessohn dar mit dem Ergebnis:

„Er wurde gestürzt, der große Drache, die alte Schlange, die Teufel oder Satan heißt und die ganze Welt verführt; der Drache wurde auf die Erde gestürzt und mit ihm wurden seine Engel hinabgeworfen.“

Damit wird der aus der babylonischen Mythologie bekannte Urzeitdrache mit Satan identifiziert, der als Schlange die Menschen zum Ungehorsam gegen Gottes Gebot verführt (Gen 3,1–5 ) oder als Widersacher ihren Glauben prüft (Ijob 1,6–12 ).
In Offb 13,1–18  tauchen zwei Tiergestalten als Widersacher des Lammes und seiner Herrschaft auf, die zusammen mit dem zuvor erwähnten Drachen eine Antitrinität bilden. Die Züge des ersten vereinen die Züge der vier Tiergestalten von Dan 7, der biblischen Vision vom Endgericht über alle Gewaltherrschaft. Es erhält seine Macht von dem Drachen – also von Satan – und beansprucht die Macht gegen Christus. Es gleicht diesem bis ins Detail: Es hat ein Haupt „wie tödlich verwundet“, eine Wunde, die jedoch geheilt wurde. Die Menschen erweisen ihm die göttliche Ehre, die in Wahrheit nur dem Lamm zusteht (Offb 5,6 ). Es lästert Gott und die Heiligen.
Die zweite Tiergestalt gleicht dem Lamm, redet aber wie der Drache: Sie tritt als Falschprophet auf, der die Restgemeinde der Christen zum Abfall und zur Anbetung des ersten Tieres verführt und sich dazu eines Kennzeichens bedient, der Zahl sechshundertsechsundsechzig. Sie wurde bald mit dem in den Johannesbriefen genannten Antichristen identifiziert.
Die Motive spielen deutlich auf den Kaiserkult im Römischen Reich an, dessen Verweigerung die Christen seit Domitian um 90 der staatlichen Verfolgung aussetzte. Auch dies bezieht sich nicht auf bestimmte Personen, sondern auf die Vergötterung einer politischen Macht, die die Christen mit Vernichtung bedrohte und beanspruchte, was die Gläubigen von Jesus Christus erwarten: die ultimative Wende zum Guten, das Weltgericht und die Neuschöpfung. Damit wurden die römischen Kaiser zur gesamtpolitischen, nicht bloß innerkirchlichen Herausforderung des Glaubens.
Zusammengefasst lässt sich erkennen, dass im Neuen Testament noch kein kohärentes Konzept für die Figur des eschatologischen Gegenspielers gefunden worden war. Die verschiedenen Texte gehen von unterschiedlichen Vorstellungen aus: Der Verfasser der Johannesbriefe wendet den Begriff „Antichrist“ auf einen oder auch mehrere Gegner an, die aus der Gemeinde selbst hervorgegangen sind: Er nutzt ihn also zu einer innerkirchlichen Polemik. Dem steht die Offenbarung gegenüber, in der das „Tier“ (im Singular) eine antirömische Stoßrichtung hat, mithin politisch gemeint ist.

## Kirchenväter
Schriften der Patristik befassten sich seit etwa dem Jahr 130, anfangs beiläufig, mit der Figur des Antichristen. Sie stellten viele verschiedene Thesen über ihn auf und bezogen sich dazu auch auf Bibelstellen, die den Begriff Antichrist nicht gebrauchen. Spätere Lehrkonstruktionen versuchten, die Motive dieser Textstellen als einheitliches biblisches Antichristkonzept darzustellen. Damit machten sie aus einer Nebenfigur der urchristlichen Parusie-Erwartung eine Hauptfigur, deren Rolle sich immer mehr verselbständigte.
Die Didache (16,3f.) brachte verschiedene NT-Stellen in eine Abfolge: In den letzten Tagen würden falsche Propheten erscheinen, denen der Weltverführer folgen werde. Er wirke Wunder „wie Gottes Sohn“ und beherrsche die Erde mit Frevel. Die Sibyllinen (Sib 2,165–168) kombinierten Beliar mit den endzeitlichen Lügenpropheten von Mk 13. Den Martyrien Jesajas zufolge sollte Beliar sich in der Gestalt Kaiser Neros verkörpern. Dies verknüpfte jüdisch-christliche Motive mit der unabhängig davon entstandenen römischen Legende von der Wiedergeburt Neros (Nero redivivus).
Irenäus von Lyon (ca. 135–202) stellte den Antichristen als endzeitliche Verkörperung Luzifers Jesus Christus als neuem Adam gegenüber. Damit gab er ihm einen festen Platz in der Heilsgeschichte. Er sah in dem Gnostiker Markos einen Vorläufer des Antichristen im Gefolge des Simon Magus. Die Pseudo-Klementinen setzten diesen mit dem Antichristen gleich.
Hippolyt von Rom (ca. 170–235) widmete dem Antichristen als erster Kirchenvater eine eigene Schrift, die alttestamentliche Stellen auf ihn bezog, um ihm konkretere Züge und mehr Bedeutung zu geben: Er werde Christus als Löwe, König und Lamm nachäffen, wie er Apostel aussenden, die Zerstreuten sammeln, ihnen ein Siegel verleihen und von einem der Zwölf Stämme Israels abstammen: doch nicht vom Stamm Juda, sondern Dan, den Irenäus mit der Paradiesschlange verband. Damit übertrug er im Tanach auf den Widersacher (Satan) bezogene Eigenschaften auf den Antichrist. Dabei griff er eventuell auf parallele Texte von Rabbinern zurück. Hier begann die im Mittelalter häufige Identifikation von Antichrist und Judentum.
Andere Theologen knüpften bis zur Konstantinischen Wende 313 weiter an Offb 13 an und setzten verschiedene römische Kaiser – unter anderem Titus, Nero, Domitian, Decius – mit dem Antichristen gleich. Eine der Sibylle von Tibur zugeschriebene apokryphe Pseudoepigraphe brachte um 380 auch Konstantin I. mit der Endzeit in Verbindung und griff Hippolyts These auf: Zu jener Zeit wird der Prinz der Härte, der Antichrist genannt werden wird, aus dem Stamm Dan erscheinen.
Augustinus von Hippo harmonisierte 420 die verschiedenen auf den Antichristen bezogenen Bibeltexte und ihre christlichen Deutungen (De Civitate Dei Kapitel 20). Er lehnte ein Tausendjähriges Reich ab, glaubte aber, dass eine Christenverfolgung vor Christi Wiederkunft kommen, die der Antichrist hervorrufen und anführen werde. Zudem nahm er die sieben hermeneutischen Regeln des Donatisten Tyconius auf (De doctrina Christiana III, Kapitel 21–27): Die zweite dieser Regeln beschrieb die Kirche als zwiespältiges corpus permixtum, die siebte beschrieb eine vom Teufel geleitete Gegenkirche (de diabolo et eius corpore). Augustinus betonte, diese sei nicht von der Kirche abgrenzbar, sondern rage in sie hinein. Damit verlegte er das Wirken des Antichristen aus der Endzeit in die eigene Gegenwart. Nun ließ sich die Antichrist-Idee auf alle möglichen Gruppen innerhalb der Kirche beziehen und benutzen, um sie aus ihr auszuschließen. Zugleich konnte sie mit Gruppen, die als äußere Feinde der Kirche auftraten oder wahrgenommen wurden, verbunden werden. Die Apokalypse des Pseudo-Methodius von Patara etwa sah in den islamischen Eroberern des 7. Jahrhunderts Werkzeuge des Antichristen.

## Mittelalter
In den inneren und äußeren Krisen der mittelalterlichen Gesellschaft hatte die Endzeiterwartung eine wichtige Funktion der kollektiven Selbstvergewisserung und Abgrenzung von dem, was man unbedingt ablehnte. Die starke Bedeutung der Antichrist-Vorstellungen wird dabei nicht aus reinen Propaganda-Zwecken, sondern aus dem religiösen, vorrationalen Weltbild der damaligen Epoche erklärt.

### Adsos Kompendium
Um 950 verfasste Adso von Montier-en-Der im Auftrag der westfränkischen Königin Gerberga das Kompendium Libellus de ortu et tempore Antichristi („Büchlein von Ursprung und Zeit des Antichrist“). Darin fügte er erstmals alle verfügbaren altkirchlichen Dokumente und umlaufenden Motive zum Thema in ein möglichst widerspruchfreies Gesamtbild in Form eines Lebenslaufs mit 15 Stationen ein:
Der Antichrist sei nicht wie Christus von einer Jungfrau geboren, sondern stamme von Juden aus dem Stamm Dan ab. An seiner Zeugung sei der Teufel als Incubus beteiligt. Der Antichrist werde in Babylon geboren und in Bethsaida und Chorazin – zwei von jenen galiläischen Städten, denen Jesus das Gericht Gottes ankündigte – aufwachsen, dort von Zauberern und falschen Propheten erzogen und von Dämonen umschwärmt. Er werde den Jerusalemer Tempel wieder aufbauen, sich beschneiden lassen und zum Gottessohn erklären. Von dort aus werde er seine Weltherrschaft mit Schrecken (Terror), Bestechung und Wundertaten aufrichten. Er werde seine Boten überallhin aussenden, Könige und ihre Völker zu sich bekehren und zugleich die Stätten, an denen Jesus wirkte, zerstören. Sich widersetzende Christen werde er ermorden. Nur die Macht des Frankenreiches halte ihn noch auf, bis schließlich auch der letzte Frankenkaiser in Jerusalem Szepter und Krone niedergelegt habe. Dann breche seine Macht voll hervor. Dreieinhalb Jahre vorher würden die wiedergeborenen biblischen Propheten Henoch und Elija die Gläubigen vor ihm warnen; dann werde er sie töten und die Christen weitere dreieinhalb Jahre lang verfolgen. Die Juden und fast alle übrigen Menschen würden ihn als ihren Messias anerkennen; seine Anhänger trügen ein Zeichen auf der Stirn. Danach werde Christus oder der Erzengel Michael erscheinen und ihn auf dem Ölberg vernichten. Den abgefallenen Christen blieben dann noch 40 Tage zur Umkehr vor dem Endgericht.

### Scholastik
Adsos Werk wurde zusammen mit Werken von Alkuin, Hrabanus Maurus und Augustin überliefert und so für Jahrhunderte zur Basis theologischer Spekulationen über den Antichrist. Scholastiker erörterten seine Entstehungsweise, sein Verhältnis zum Teufel, ob er wie alle Menschen einen Schutzengel habe, ob er tatsächliche oder nur scheinbare Wunder tun könne und anderes.
Hugo von Straßburg nahm Adsos Beschreibung in sein Compendium theologicae veritatis auf (um 1270) und gab ihr damit fast kanonischen Rang. Rupert von Deutz teilte die Menschheitsgeschichte in sieben Epochen, von denen jede mit einem anderen Reich des Antichrist konfrontiert sei. Damit gab er ihm universalhistorische Bedeutung. Otto von Freising fand den Antichrist in drei Epochen: als Christenverfolger der römischen Kaiserzeit, als Verführer durch altkirchliche Häresien und als Heuchler, der die Kirche seiner Gegenwart verweltliche und korrumpiere. Die folgende vierte Epoche werde alle drei Formen von Antichristentum vereinen und steigern. Damit begann die kirchenkritische Auslegung der Figur.

### Hochmittelalter
Im Hochmittelalter wurde die Suche nach Spuren des Antichristen in der eigenen Gegenwart zu einer öffentlichen Angelegenheit. Den Gegner als „Antichrist“ zu identifizieren, wurde ein Kampfmittel in Machtkämpfen verschiedener Interessengruppen: etwa zwischen römischer Kirche und als Häretiker verfolgten Minderheiten, zwischen Kaisertum und Papsttum oder zwischen Päpsten und Gegenpäpsten.
So bezeichneten die Anhänger von Papst Gregor VII. den Gegenpapst Clemens III. als „Satansboten und Lakaien des Antichrist“. Auch Richard Löwenherz und Joachim von Fiore bezeichneten Clemens III. als Antichrist.
Gerhoch von Reichersberg sah das Wirken des Antichristen dagegen im innerkirchlichen Schisma von 1159 selbst, nicht einer seiner Parteien, sondern in der Simonie und der Hab- und Ruhmsucht des Klerus. Er beschrieb Kaiser Heinrich IV. mit Zügen von Antiochos IV., ohne ihn dabei allerdings Antichrist zu nennen. Der Ludus de Antichristo dagegen war als Drama des mächtigen Endkaisers und der Weltherrschaft des Antichristen kaiserfreundlich.
1239 bezeichneten sich Kaiser Friedrich II. und Papst Gregor IX. gegenseitig als Antichrist. Die Spiritualen hielten in diesem Disput zunächst den Kaiser für den Antichristen, mit dessen Sturz das Zeitalter des Geistes anbreche. Diesen sagten sie für das Jahr 1260 voraus. Als der Termin verstrichen war und die Kirche ihre Lebensweise nicht anerkannte, erklärten sie den Papst zum Antichristen, der sich der Erneuerung durch den Heiligen Geist widersetze.
Johannes Milicius und sein Schüler Matthias von Janov, Reformprediger in Prag, datierten den Anbruch der Endzeit auf 1367 und sahen in Kaiser Karl IV. den „großen“ Antichrist, der auch in der Kirche viele Anhänger und Vorläufer habe. Sie riefen Papst Urban V. dazu auf, die antichristliche Unmoral und Unordnung in der Kirche zu beseitigen.
Der italienische Dominikaner und Bußprediger Savonarola forderte ein Konzil, um Alexander VI., den er als Antichrist ansah, abzusetzen.

### Antichristbilder und -spiele

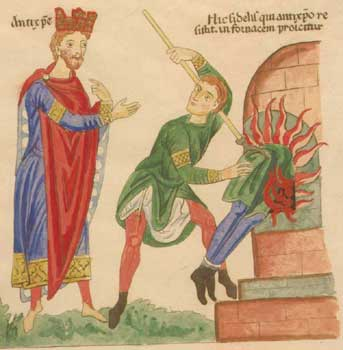
Bild 1: Antichrist mit den Attributen eines Königs im Hortus Deliciarum (um 1180)

Antichrist-Motive wurden vor Erfindung des Buchdrucks meist in Legenden der Volksfrömmigkeit ausgeschmückt und in Bildern, Skulpturen und Bühnendramen wie den Passions- und Fastnachtsspielen transportiert (Bild 1). In einigen Abbildungen hatten der Antichrist und seine Anhänger ein „T“ an Stelle des Kreuzes. Einmalig ist seine Darstellung in einem von drei mehrteiligen Fenstern der Marienkirche Frankfurt (Oder) (Bild 2).

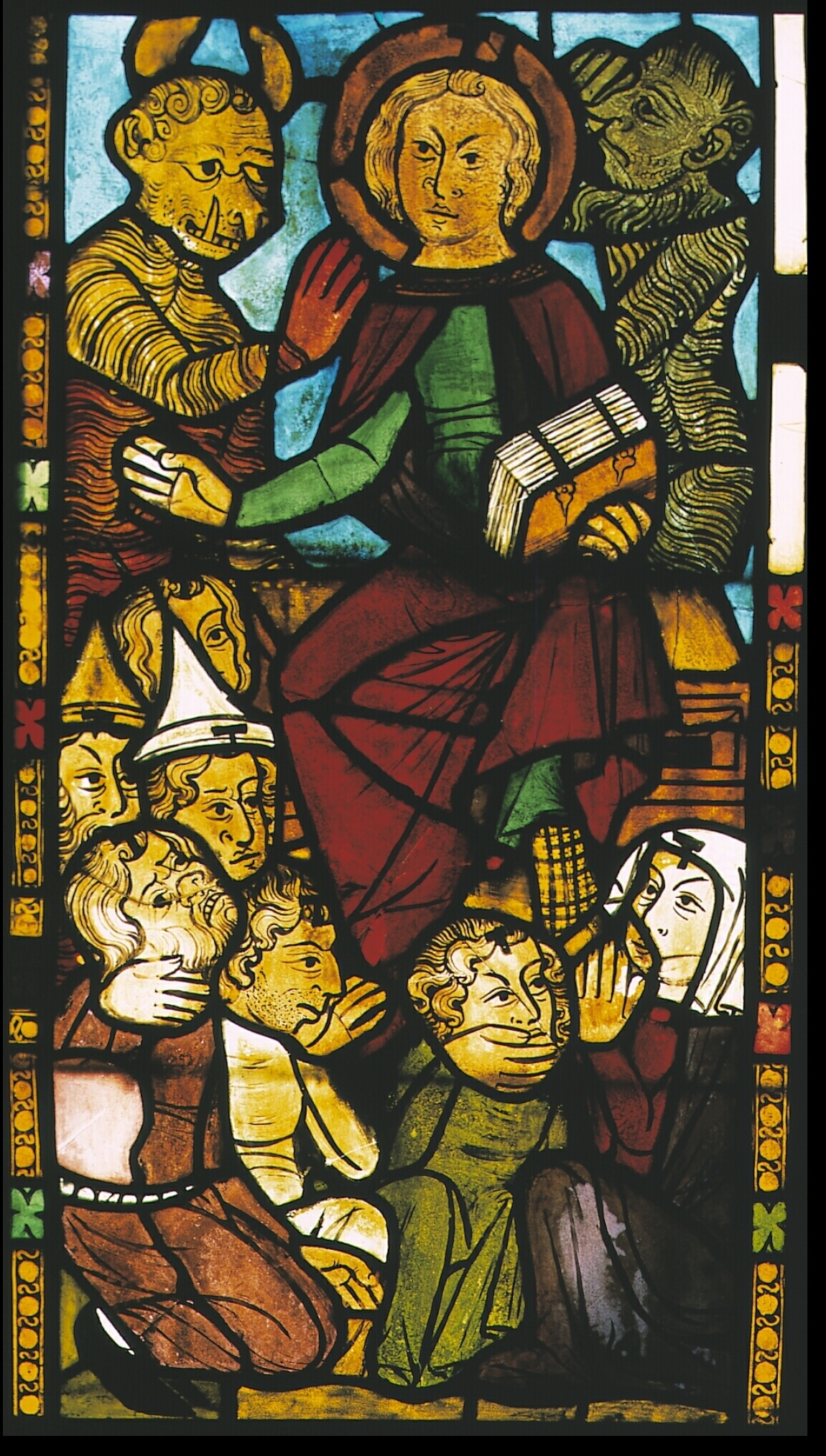
Bild 2: fünftes Motiv im Antichristfenster, der Antichrist und seine Anhänger, Glasmalerei Frankfurt (Oder) um 1367

Viele beliebte Antichristspiele bedienten sich der Motive und Stationen aus Adsos Buch, so das Tegernseer Ludus de Antichristo (entstanden zwischen 1178 und 1186). Es stellt die Gewinnung der Weltherrschaft durch den Kaiser, deren Rückgabe an Gott, Auftauchen, Herrschaft und Sturz des Antichrist und die Rückkehr aller Menschen in den Schoß der Kirche dar. Aus dieser selbst geht hier der Antichrist hervor und gewinnt die Heuchler, nicht die Juden, als erste Anhänger. 1304 wurde in Cividale ein ähnliches Spiel aufgeführt.
Die um 1353 im Raum Zürich entstandene Des Entkrist Vasnacht zeigt die Juden auf der Linie von Adso als erste Anhänger des Antichristen, die auch die Christen auf seine Seite ziehen. Das Fronleichnamsspiel von Künzelsau zeigt den Antichristen zwar als Sohn des Teufels, von einer bösen Frau in Babylon geboren, nicht aber als Juden. Diese sind jedoch auch hier seine ersten Anhänger und rufen ihn zur Rache für erlittene Pein an den Christen an: Er solle sie ebenso grausam martern wie Christus. Dann würden sie ihn aus Todesangst schon anbeten. Die Frankfurter Juden mussten sich während der Aufführung solcher Spiele 1468 und 1469 auf Befehl des Bürgermeisters in ihren Häusern einschließen, um nicht Opfer des aufgehetzten Volks zu werden.
In Burlesken trat der Antichrist meist nur kurz auf und trug stark typisierte Züge mit hohem Wiedererkennungswert. Sein Leben wurde kaum erzählt, was für die Absicht, beim Publikum Einverständnis zu erzielen, auch nicht nötig war. Er wurde hier auch selten mit Endzeit und Teufel in Verbindung gebracht. Dies geschah dafür umso intensiver in den Flugschriften, Bildbänden und Blockbüchern des 15. und 16. Jahrhunderts. Sie spiegeln den erneut um sich greifenden Millenarismus in der Bevölkerung. Mit ihm war ein oft ein tiefgreifender Hass auf die Juden verknüpft.
Ein frühes Blockbuch (um 1450) malt bereits Leben und Taten des Antichristen in einer kommentierten Bildfolge mit ungewöhnlichen Details aus:
- Jakob prophezeit seinem Sohn Dan die Geburt des Antichristen.
- Einer seiner Nachkommen schläft mit seiner eigenen Tochter. Sie empfängt den Antichristen durch die „Kraft des Teufels“.
- Der Antichrist wird beschnitten.
- Die Juden bauen den Tempel wieder auf.
- Der Antichrist und seine Gesandten predigen weltweit, auch in Indien, der „Königin von Amason“ (der Amazonen) und den „roten Juden“, die Alexander der Große in die „gepirgen Caspie“ (den Kaukasus) vertrieben habe.
- Der Antichrist lässt Ritter in voller Rüstung aus Eiern erstehen und ruft unreine Völker des Verderbens, Gog und Magog, zu Hilfe, um alle zu unterjochen. Ihr Erscheinungsbild gleicht den „roten Juden“.

Juden wurden schon früher mit fernöstlichen Eroberern gleichgesetzt: Schon die Mongolen, die in Schlesien einfielen, galten als Nachkommen verschollener Judenstämme. Den einheimischen Juden wurde nachgesagt, sie hätten sie freudig begrüßt und unterstützt. Diese Klischees setzten sich in der Vorstellungswelt der Menschen fest und wurden im Zeitalter der Türkenkriege oft aktiviert. Dabei wurden angebliche rote oder schwarze Judenheere manchmal aber auch als Verbündete der Christen gegen die Muslime gesichtet.
Der Nürnberger Meistersinger Hans Folz schrieb 1491 Ein Spil von dem Herzogen von Burgund. Darin deutet der „Endchrist“ seinen Namen: Secht, das ist schlecht davon der sin, das ich ein ent der Christen bin. Seine Weltherrschaft werde die Herrschaft der Juden über die Christen nach sich ziehen. Er wird im Lauf des Dramas als Jude enttarnt, wobei er sich zu den abscheulichsten Verbrechen gegen das Christentum bekennt. So wurden die Opfer der Pogrome als rachsüchtige Monster und Verbrecher dargestellt, um die eigene Schuld an ihnen zu verdrängen und neue Verfolgung zu rechtfertigen.

### Vorreformatoren
John Wyclif, ein ausgebildeter Scholastiker, verschärfte die verbreitete Kritik am katholischen Klerus in seiner Streitschrift De Christo et adversario suo Antichristo (um 1367) zur umfassenden Kritik am Papsttum. Er verglich Jesus Christus, wie ihn das NT bezeuge, in zwölf Punkten mit dem Lebenswandel des Papstes: Jesu Wahrheit, Armut, Demut, vollmächtige Gesetzgebung, aktive Zuwendung als Wanderprediger, Weltflucht, Loyalität gegenüber weltlicher Macht, Nähe zum einfachen Volk, Gewaltlosigkeit, Anspruchslosigkeit, Herablassung und Genügsamkeit im Leiden decke Lüge, Habsucht, Hochmut, schriftwidrige Gesetzesflut, Untätigkeit, Weltliebe, Eroberungsdrang, Nähe zu den Mächtigen und Großen, Kriegslust, unmäßige Rechtsansprüche, Prachtentfaltung und Ruhmsucht der Päpste auf. So fand er in der gesamten Kirchenhierarchie nur noch antichristliche Züge. Als 1378 erneut ein päpstliches Schisma eintrat, begann für Wyclif damit das Antichristzeitalter, wie es Arnald von Villanova für jenes Jahr vorausgesagt hatte.
Solche Antithesenreihen wurden nun öfter auch in Landessprachen gedruckt und verbreitet, um päpstliche Macht literarisch zu bekämpfen. Jan Hus übernahm Wyclifs Lehre, jeder Papst und die ganze katholische Kirche verkörpere den Antichrist. Jakobellus von Mies, Vertreter des Utraquismus, bezeichnete 1412 Papst Johannes XXIII. öffentlich als Antichrist.

## Frühe Neuzeit

### Martin Luther
Martin Luther veränderte das mittelalterliche Antichristbild nachhaltig, indem er das in Jesus Christus inkarnierte Wort Gottes als einzigen Maßstab für christliches Leben gelten ließ. Gottes Gnade, nicht ein Armutsideal, verlangte für ihn fundamentale Kritik an der Kirche, da sie ihrer Rolle als Heilsanstalt widersprach. Das Schriftprinzip (sola scriptura) entkräftete große Teile der kirchlichen Tradition, darunter auch Antichristlegenden wie die von Adso.
Luther kannte diese zwar, entnahm ihr später aber nur Motive, die zu seiner theologisch begründeten Polemik gegen das Papsttum passten. Erst im Verlauf der Reformation setzte er es mit dem Antichrist gleich. Seit dem Streit um den Ablass sah er in den Juristen und Theologen der Kurie, nicht im Papst selbst, Vertreter und Vorläufer des Antichrist. In der Vorbereitung der Leipziger Disputation erkannte er den Widerspruch zwischen Bibel und kanonischem Recht. Besonders der Anspruch der Päpste, dieses letztgültig auszulegen, weckte seinen Verdacht, sie könnten der Antichrist sein. Anfangs äußerte er dies nur privat, hypothetisch und an Bedingungen geknüpft (so in seinen Operationes in psalmos). Dann las er Lorenzo Vallas Schrift De donatione Constantini, welche die Konstantinische Schenkung als Fälschung zum Erhalt päpstlicher Macht aufdeckte. Seit Mitte 1520 war er überzeugt, das Papsttum sei der Antichrist. Seit seiner Schrift Adversus execrabilem Antichristi bullam, mit der er seine Verbrennung der päpstlichen Bannbulle begründete, vertrat er dies öffentlich und blieb dabei bis an sein Lebensende.
Als Merkmale für das antichristliche Wesen des Papsttums nannte Luther: Der Papst stelle seine Autorität über Gottes Wort, mache sich gegen und anstelle Jesu Christi zum Kirchenherrscher, beanspruche auch die Weltherrschaft gegenüber Kaisern und Königen, tyrannisiere die Gewissen der Gläubigen mit zahllosen willkürlichen, schriftwidrigen Gesetzen: darunter dem Zölibat, Zwang zur Beichte, Entzug des Laienkelches beim Abendmahl, vor allem dessen Deutung als Opfer. Für Nichteinhaltung dieser Gesetze drohe er den Christen ewigen Heilsverlust an, regiere also mit Angst statt Liebe. Später hob Luther als weiteres Merkmal die Vermischung von weltlicher und geistlicher Macht hervor: Daraus folgten unvermeidbar unersättliche Habsucht und Korruption des Klerus. Im Papst bekämpfe und zerstöre der Teufel die drei Stände Obrigkeit, Kirche und Familienhaus, durch die Gott seine gute Schöpfung erhalten wolle.
Seit 1529 sah Luther auch im Türkenherrscher den Teufel am Werk. Melanchthon bezeichnete diesen folglich als weltlichen neben dem geistlichen Antichrist. Für Luther blieb der Papst der eigentliche Antichrist, da nur er der Widersacher Christi in der Kirche sei.
Anders als frühere Autoren legte Luther den Beginn des Antichristzeitalters nicht genau fest. Im Blick auf die Opfermesse begann es für ihn mit Gregor I., im Blick auf den Primatsanspruch 606 mit Phokas, im Blick auf das Weltherrschaftsstreben nach dem Tod Karls des Großen, meist aber seit Gregor VII. und Bonifatius VIII. Oft sprach er summarisch von einer vierhundertjährigen Antichristherrschaft, die mit dem kanonischen Recht und der Scholastik aufgekommen sei.
Luther sah seine Gegenwart als letzte Epoche, in der der heimlich schon lange herrschende Antichrist offenbar geworden sei. Viele hätten ihn zwar schon früher erkannt und angegriffen, doch erst das Evangelium der freien Gnade Gottes treffe ihn entscheidend. Damit habe der Endkampf begonnen, in dem Christus den Antichrist – er nannte ihn darum manchmal Endchrist – nur mit dem Hauch (Geist) seines Mundes besiegen werde. Dieser dürfe darum stets nur mit der Predigt, nie mit Gewalt bekämpft werden. Erst die Wiederkunft Christi werde ihn endgültig vernichten. Dazu bezog Luther sich auf Bibelstellen wie 1 Tim 4,1–3 ; 2 Petr 2,1–3  und 2 Thess 2,8 . Den vorläufigen Kampf gegen das Papsttum mit der Waffe des Evangeliums sah Luther als sein Lebenswerk an, besonders in den Jahren 1527, 1537 und 1545, als er sich dem Tod nah fühlte.

### Reformationszeit
Seit 1520 verbreiteten viele Flugschriften, Bilder und Dramen Luthers Auffassung vom Papsttum als Antichrist und verdrängten Adsos Legende in den evangelisch gewordenen Gebieten rasch. Katechismen und Grußformeln stellten Christus und Papst als ausschließende Gegensätze gegenüber, so der Decalogus divinus et papisticus.
Flugblätter wie der Neue Karsthans betonten den Unterschied zwischen Adsos und Luthers Antichristbild und belegten letzteres stets mit 2 Thess 2. Als Hauptmerkmale für den päpstlichen Antichrist nannten sie, dass er Gottes Wort unterdrücke und viele nicht darin begründete menschliche Lehren und Gesetze aufrichte. Auch hier unterschieden sich die Angaben, seit wann der päpstliche Antichrist regiere, erheblich. Die beliebten Teufelsbriefe betonten seinen satanischen Ursprung auch in Form von Satiren. Auf jeden Fall sei sein Ende nahe, da Luther ihn entdeckt und entscheidend geschwächt habe.

Bild von Lucas Cranach d. J., 1545

Lucas Cranach der Ältere veröffentlichte 1521 das Passional Christi und Antichristi: eine Folge von 13 Bildpaaren, die Christus und Antichrist gegenüberstellten, mit Bibelstellen dazu. 1545 erschien Cranachs Abbildung des Papsttums, eine Sammlung drastischer Karikaturen mit erklärenden Begleittexten von Luther. Simon Rosarius schuf um 1590 nochmals eine solche antithetische Bildserie.
Die evangelischen Bühnendramen stellten nicht mehr den Lebenslauf des Antichrist, sondern seine Eigenschaften heraus. Damit knüpften sie an die mittelalterlichen Fastnachts- und Moralitätenspiele anstelle der Mysterienspiele an. Unter den Autoren waren Pamphilus Gengenbach, Niklaus Manuel, Hans von Rüte und Johannes Agricola. Das wohl berühmteste evangelische Antichristdrama Pamachius stammt von Thomas Naogeorg.
Lutherische Theologen verfassten selten eigene Schriften zum Antichrist. Nur Andreas Osiander erörterte ihn 1524 ausführlich in einem Traktat für das nie zustande gekommene Nationalkonzil in Speyer. In Luthers Schmalkaldischen Artikeln von 1537 hieß es:

„Darum, so wenig wir den Teufel selbst als einen Herrn oder Gott anbeten können, so wenig können wir auch seinen Apostel, den Papst oder Endchrist, in seinem Regiment als Haupt oder Herrn leiden.“

Melanchthon hatte schon 1535 in seiner Apologie der Confessio Augustana auf den Papst als Antichrist hingewiesen. Woran er erkennbar sei, erklärte sein Tractatus de potestate et primatu Papae 1537. Viele Theologen unterzeichneten diesen Text, so dass er als evangelischer Konsens gilt.
Auch Huldrych Zwingli, Heinrich Bullinger, Theodor Bibliander, Johannes Oekolampad, Martin Bucer (De regno Christi) und Johannes Calvin folgten Luthers Gleichung von Papsttum und Antichrist. Verschiedene reformatorische Glaubensbekenntnisse nahmen dies auf. In England übernahm John Foxe Luthers Auffassung mit seinen Acts and Monuments, in Schottland John Knox. Eduard VI. und Elisabeth I. rechtfertigten damit ihre Kriege gegen katholische Mächte.
Nach Luthers Tod 1546 und dem Augsburger Interim 1548 führten Lutheraner sein Antichristkonzept exegetisch, dogmatisch und kirchengeschichtlich aus. Matthias Flacius Illyricus führte 1556 in seinem Catalogus testium veritatis 400 Zeugen gegen Irrtümer und Wüten des Römischen Antichrists auf. Die Magdeburger Zenturien versuchten Entstehen, Wachsen, Machtfülle und Aufdecken des Antichrist in der Kirchengeschichte nachzuweisen und deuteten die Kirchengeschichte als Kampffeld der wahren gegen die falsche Kirche.
Michael Stifel und Andreas Osiander versuchten, den Beginn der Antichristepoche aus Bibelstellen herzuleiten. Sie bezogen sich auf eine dem Propheten Elija zugeschriebene, tatsächlich aber aus dem Talmud stammende Weissagung, wonach das Weltalter 6000 Jahre betrage und sich in drei gleich lange Epochen teile. Die Herrschaft des Antichrist beginne in der dritten Epoche und dauere 1260 Jahre. Nikolaus von Amsdorf, Johann Funk, Raphael Egli, Adam Nachenmoser und Nikolaus Selnecker berechneten auf dieser Basis sogar den Termin des Weltendes. Untersuchungen dazu veröffentlichten auch Georg Sohn, Johann Friedrich Coelestin, Philipp Nicolai, Georg Nigrinus, Johann Heinrich Alstedt und Johannes de Hyperiis. Sie trugen Titel wie Pantheum sive anatomia et symphonia paptus, De duobus antichristis primariis, Antichrists gründliche Offenbarung.

### Innerprotestantische Konflikte
Indem Luther das Antichristbild von einer zukünftigen, an biografischen Merkmalen erkennbaren Einzelperson zu einer in der Kirchengeschichte wirkenden, gegenwärtigen und überindividuellen Macht verschob, ließ sich der Begriff auch auf negativ bewertete Tendenzen im Protestantismus selbst beziehen. Zwar vermied Luther eine rhetorische Antichrist-Polemik im eigenen Lager. Doch Lutherschüler, die radikalere kirchliche und politische Reformen anstrebten, begannen seit seiner Abgrenzung von ihnen, ihn in die Nähe des Papstes zu rücken.
Andreas Bodenstein nannte Luther „des Endchrists Vetter“, als dieser sein Abendmahlsverständnis öffentlich ablehnte. Thomas Müntzer bezeichnete ihn als Widerchrist, nachdem er den Kurfürsten von Sachsen zum Eingreifen gegen die Reformen in Allstedt aufgefordert hatte. Müntzer griff damit Luthers Zwei-Reiche-Lehre und Auffassung an, der Antichrist – für Müntzer die mittelalterliche Feudalordnung – könne nur gewaltlos zerstört werden. Für Täufer wie Hans Hut und Bernd Rothmann waren auch die Lutheraner antichristlich, weil sie die Gläubigentaufe abgelehnt, die Reformation vorzeitig abgebrochen und sich erneut mit weltlichen Mächten verbündet hätten. Sebastian Franck fand neben dem äußeren päpstlichen einen weit gefährlicheren, inneren Antichrist, der sich „mitten in die Schrift setze“, statt sie von der eigenen Gotteserfahrung her auszulegen. Diese Richtungen teilten den Glauben an das „innere Licht“, das erst das rechte Schriftverständnis ermögliche.
Seit Luthers Bruch mit den „Schwärmern“ wurde es üblich, neben dem Papst auch innerevangelische Gegner mit dem Begriff zu belegen: So bezeichneten Lutheraner die „Adiaphoristen“ im Streit über das Interim von 1548 als „antichrist(lich)“. Die Gnesiolutheraner wiederum widersprachen Anhängern Melanchthons, die einen doppelten, weltlichen und geistlichen Antichrist – Türke und Papst – lehrten. Im Abendmahlsstreit mit den Reformierten zählten Lutheraner auch Johannes Calvin zu einem dreiköpfigen Antichrist neben Papst (Katholizismus) und Türke (Islam). Der Antitrinitarier Johannes Erasmi argumentierte mit 1 Joh 4,1-3  und zählte alle, die die Trinitätslehre vertraten, zum Lager des Antichrist.

### Gegenreformation
Katholische Theologen wiesen Luthers Gleichung von Papsttum und Antichrist anfangs als Häresie oder als von Aposteln und Kirchenvätern nicht gedeckte Neuerung (novitas) zurück, versuchten aber kaum, sie exegetisch zu widerlegen. Johannes Eck, Johannes Cochläus, Johann Fabri und andere verwiesen auf Luthers Übereinstimmung mit John Wyclif und Jan Hus und auf Stellen wie 2 Thess 2,3f: Danach müsse der Antichrist eine Einzelperson sein. Nach Dan 7,25 und Dan 12,7.11 könne er nur dreieinhalb Jahre regieren.
Darum nannten sie die Reformatoren nicht „Antichrist“, sondern „Antichristus mixtus“, also mit antichristlichen Zügen ausgestattete Vorläufer des „Antichristus purus“, der erst in der Endzeit erscheine. Andere deuteten die Zahl 666 als Code für den Namen „Luther“ und bezogen Adsos Geburtsmerkmale des Antichrist auf seine Herkunft. Nur wenige wie Francisco Suárez wagten vorsichtig Kritik an Adsos Legende, indem sie davon abweichende Aussagen von Kirchenvätern zitierten.
Erst Jesuiten wie Francisco Ribeira, Blasius Viegas, Cornelius a Lapide begründeten eine ausführliche katholische Gegenposition: Sie bezogen die maßgebenden Bibeltexte auf rein zukünftige Endzeitereignisse. Luis de Alcazar dagegen verstand sie als bereits vor Konstantin I. eingetroffene Weissagungen. Die Jesuiten stellten auch das Fehlen des Antichrist in der Confessio Augustana fest und schlossen daraus: Wer den Papst als Antichrist betrachte, breche den Augsburger Reichs- und Religionsfrieden. Denn er greife damit auch den Kaiser an, da dieser den Papst als Herrn der Christenheit anerkenne. Dies sei ein Staatsverbrechen (crimen laesae majestatis).
Diese Argumentation bereitete Protestanten bis ca. 1800 Probleme. Lutheraner wie Benedikt Carpzov, Johann Gerhard und Reformierte wie Philippus van Limborck versuchten, sie zu entkräften. Besonders die Traktate von Robert Bellarmin (Disputationes) und Leonhard Lessius zu diesem Thema riefen Widerspruch evangelischer Theologen hervor: Thomas Brightman schrieb eine refutatio Bellarmini unter dem Titel Apocalypsis Apocalypseos, Lancelot Andrewes schrieb eine Responsio ad Apologiam Bellarmini. Auch Nicolas Vignier, Daniel Chamier, Jacques Cappel auf französischer und Georg Nigrinus sowie David Pareus auf deutscher Seite veröffentlichten Werke gegen Bellarmin.
Trotz zunehmender theologischer Distanz zu Adsos Legende setzte sich die Tradition der Antichristdramen im katholischen Raum fort. Zacharias Bletz schuf den Luzerner Antichrist, Steffano Tucci den Christus Iudex, Michael Hildebrand die Ecclesia Militans. Thomas Malvanda nahm Adsos Legende auf, der Kapuziner Dionysius von Lützenburg erweiterte sie zur Groteske. Solche volkstümlichen Bühnenwerke hielten sich bis ins 19. Jahrhundert.

### Humanismus
Humanisten nahmen im 16. und 17. Jahrhundert bisweilen eine Kompromisshaltung zwischen den Konfessionen ein. Girolamo Zanchi kombinierte die katholische und evangelische Sicht: Nach den Päpsten könne ein persönlicher Antichrist erscheinen und dreieinhalb Jahre regieren. Dagegen protestierte Johannes Marbach 1561.
Hugo Grotius folgte 1640 als anonymer Autor des Commentatio ad loca quaedum […] quae de Antichristo agunt Alcazars Apokalypsenauslegung, ebenso Henry Hammond. Beide wurden daraufhin als Abweichler vom evangelischen Konsens scharf angegriffen, etwa von Pierre du Moulin, Samuel Maresius, Johannes Coccejus, später von Abraham Calov und Philippus van Limborck.

### Konfessionskriege
In England hielt die Anglikanische Kirche an episkopaler Verfassung und liturgischen Traditionen fest. Im 17. Jahrhundert übte der Puritanismus zunehmend Kritik daran, genährt durch apokalyptische Schriften von Thomas Brightman, Joseph Mede, John Napier und Arthur Dent. Nachdem König Karl I. und Erzbischof William Laud die Gottesdienstformen noch mehr katholischer Tradition annäherten, sahen die Puritaner in der anglikanischen Staatskirche den Antichrist, den sie im Bürgerkrieg (1642–1649) bekämpften. Laud bekannte sich zur exegetischen Position Bellarmins und verlor daraufhin sein Amt.
Als Oliver Cromwell die Staatskirchenverfassung bestehen ließ, wurde er für ehemalige Verbündete wie John Canne, John Rogers, Christopher Feake, die Quintomonarchisten, Levellers und Diggers zum Antichrist. Manche Quäker lehnten jede verfasste Kirche und jede Gottesdienstordnung ab. Sie fanden den Antichrist nicht in bestimmten gegnerischen Konfessionen, sondern im Herzen jedes Christen, der sich an materiellen Vorgaben orientierte. Dies begründeten sie mit 2 Thess 2,4 und 1 Kor 3,17.
Unter der erneuerten Regierung der Stuarts verschwand die Antichrist-Polemik rasch aus der englischen Öffentlichkeit: teils wegen Zensur, teils wegen enttäuschter Endzeit-Hoffnungen und der exzessiven wechselseitigen Dämonisierung anderer Christen. Unter Jakob II. lehrte die anglikanische Kirche nicht mehr, das Papsttum sei der Antichrist, auch weil katholische Mächte Englands Unabhängigkeit damals nicht bedrohten.
In Kontinentaleuropa im Dreißigjährigen Krieg setzten alle Lager die Antichrist-Polemik der Reformationszeit fort. In Deutschland kam Kritik am landesherrlichen Kirchenregiment hinzu: Landesfürsten, die ihren Untertanen ihre Konfession aufzwangen (cuius regio, eius religio), andererseits kaum die Rechtgläubigkeit des Klerus prüften, galten vielen Freikirchen, aber auch manchen orthodoxen Lutheranern als neue Verkleidung des Antichrist. Sie nannten solche fürstlich gelenkten Landeskirchen Caesaropapie im Unterschied zur Papacaesarie des Papsttums, oft begleitet von biblischen Metaphern wie „Babel“, „Hure“ oder „das Tier“. Johann Valentin Andreae nannte solche Fürsten Antichrist politicus. Joachim Betke bezog diese Polemik auf das Vokationsrecht der Obrigkeit, also die staatliche Berufung der Kirchenführer, und die fehlende Kirchenzucht.
In Frankreich glaubten die Hugenotten im Anschluss an Pierre Iurieu besonders seit dem Edikt von Fontainebleau 1685 daran, ihre damalige Verfolgung sei ein in der Bibel geweissagtes Zeichen der nahen Endzeit und ihr Verfolger Ludwig XIV. der Antichrist. Ähnlich deuteten auch die russisch-orthodoxen Christen ihre damalige Verfolgung unter Peter dem Großen.

## Neuzeit

### Pietismus
Ab etwa 1650 trat die Vorstellung einer die eigene Gegenwart bestimmenden institutionellen Herrschaft des Antichrist vor dem Weltende zugunsten einer individualistischen Theologie zurück, die den Glaubenskampf des Einzelnen betonte und die konfessionellen Gegensätze damit relativierte. Mit Berufung auf Jakob Böhme fanden viele Theologen in den bloß getauften Namenschristen das Antichristliche, für dessen Wachstum sie die lutherische Rechtfertigungslehre verantwortlich machten. Gottfried Arnold vertrat diese Ansicht in seiner Kirchen- und Ketzerhistorie.
Dies bereitete den Pietismus vor. Dessen Vertreter Philipp Jacob Spener fand den „großen“ Antichrist zwar weiterhin im Papsttum, stellte ihm aber den „kleinen“ Antichrist in der eigenen evangelischen Kirche, der jeden Christen bedrohe, zur Seite. Theologen der Erweckungsbewegung wie Joachim Lange, Johann Albrecht Bengel, Christoph Oetinger und andere zeichneten ein Bild der Heilsgeschichte, in dem der Antichrist wieder als rein zukünftige Figur erschien, deren Herrschaftsantritt und -dauer man nicht bestimmen konnte: so etwa in der Berleburger Bibel. Das Papsttum blieb indes auch hier sein institutionalisierter Vorläufer.

### Aufklärung
Angeregt durch den naturwissenschaftlichen Empirismus und Rationalismus begann im Zeitalter der Aufklärung die historisch-kritische Bibelforschung. Sie stellte allmählich die Verfasser der meisten biblischen Bücher, deren literarische Einheit, biblische Zeitangaben und die religionsgeschichtliche Besonderheit apokalyptischer Motive in Frage. So bestritt sie die Existenz eines endzeitlichen Antichrist oder mindestens die Möglichkeit seiner Identifizierung in der Gegenwart.
Gleichwohl übernahmen auch aufgeklärte Denker den Begriff und deuteten ihn als zur Person verdichtetes Symbol einer anonymen, überindividuellen Macht des Negativen und Unsittlichen. So bezog Francis Bacon die überlieferte Deutung von Joh 5,43  als allgemeine Vorhersage des Antichrist auf Aristoteles, um dessen Metaphysik als eigensüchtige Begierde nach geistiger Tyrannei, die Alexander den Großen inspiriert habe, zu kritisieren.
Für Immanuel Kant behielten biblische Inhalte ihre Relevanz zur Förderung von Moral. Die Philosophen müssten die Bibel im Blick auf die in ihr enthaltenen sittlichen Prinzipien „doctrinal“ auslegen (Streit der Fakultäten). Darum betonte er:

„Die Erscheinung des Antichrist, der Chiliasm, die Ankündigung der Nahheit des Weltendes können vor der Vernunft ihre gute symbolische Bedeutung annehmen.“

Er deutete den Antichrist als Symbol für die Herrschaft der Unmoral und Unvernunft.
Die meisten Philosophen der Aufklärung unterschieden den Antichrist nicht vom Teufel, sondern verwandten und kritisierten beide Begriffe austauschbar. Skeptiker des 18. Jahrhunderts führten den Teufel als Beispiel für die Absurdität christlicher Überzeugungen an. Jean-Jacques Rousseau sah in ihm einen „grotesken Aberglauben“ und eine „ekelerregende Phantasie“.

### Romantik

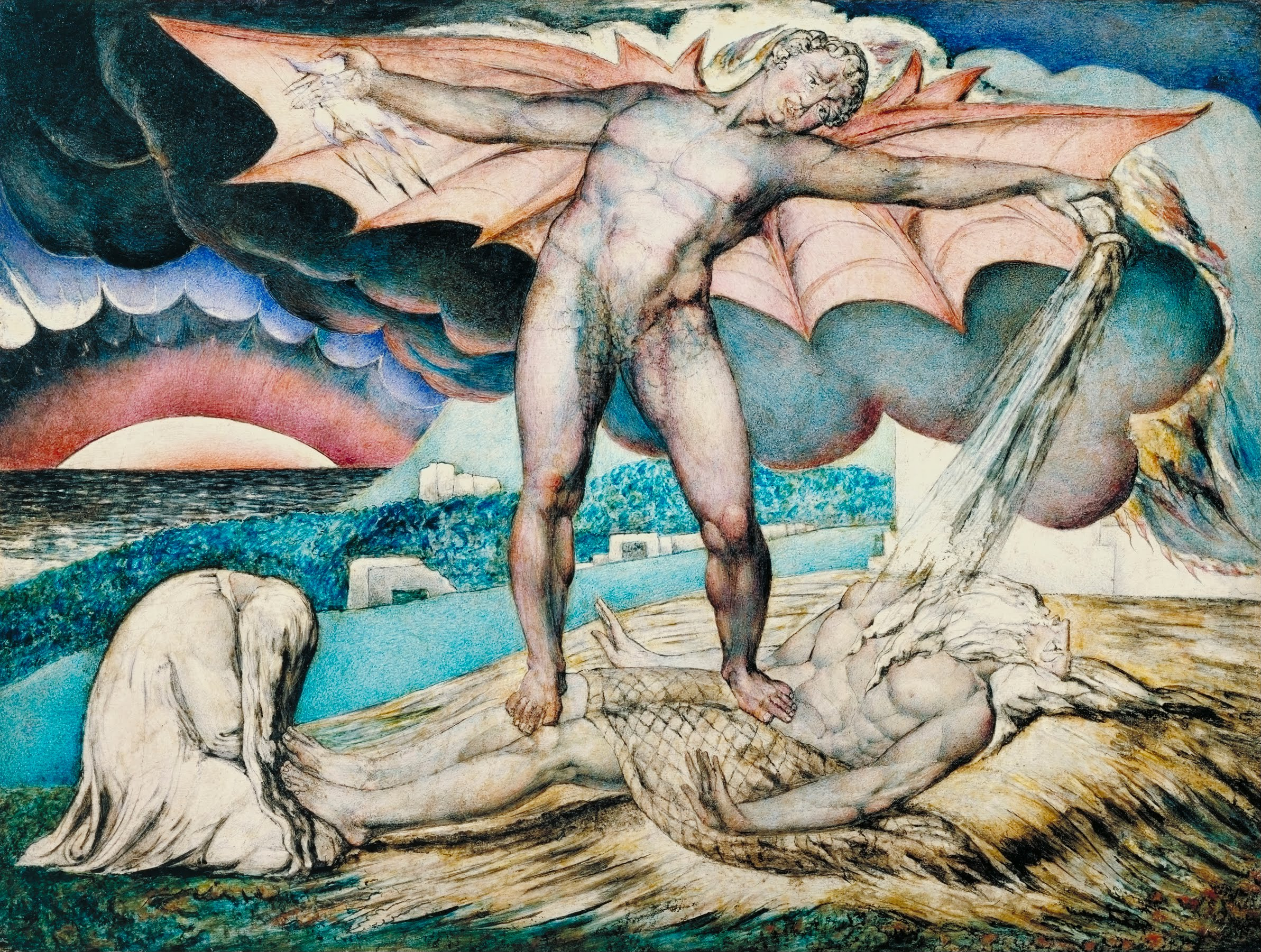
Die Prüfung des Hiob: Satan schüttet die Plagen über Ijob aus (William Blake)

In der Romantik kam es zu einer im Vergleich zur Aufklärung wieder verstärkten Beschäftigung mit dem Problem des „Bösen“ und der Figur des Teufels. Dies schlug sich hauptsächlich in der Literatur, zum Beispiel von William Blake, Lord Byron, Percy Bysshe Shelley, Edgar Allan Poe, Éliphas Lévi und anderen, nieder. Dabei kam es häufig zu einer Uminterpretation der Rollen und zugesprochenen Eigenschaften von „Gut“ und „Böse“ sowie Satan und Jesus Christus. So wurde Satan häufig zu einer positiven Macht, zum Rebellen und Symbol für den Widerstand gegen Tyrannei und zur gesellschaftlich fortschrittlichen Kraft umgedeutet. In Blakes The Marriage of Heaven and Hell wird beispielsweise Satan zum Freiheitsbringer gegenüber einem richtenden Gott und Jesus selber „satanisch“. Die institutionalisierte und nach seiner Sicht hauptsächlich auf äußerliche Zeremonien bedachte, pervertierte Form des Christentums bezeichnet er im Gegensatz dazu als den Antichrist. So schreibt er:

„The outward Ceremony is Antichrist.“

Bei Pierre-Joseph Proudhon wird der Antichrist zum politischen Symbol und revolutionären Bringer der Freiheit. So schreibt Proudhon in Die Gerechtigkeit in der Revolution und der Kirche:

„Die Freiheit ist euer Antichrist. O komm, Satan, du von den Priestern und Königen Verleumdeter… […] Deine Werke, o du Gesegneter meines Herzens, sind nicht immer schön und gut; aber du allein gibst dem Universum einen Sinn.“

### Dispensationalismus
Eine große Rolle spielte die Figur des Antichristen im Dispensationalismus, einer im 19. Jahrhundert von dem englischen Prediger John Nelson Darby entwickelten prämillenaristischen Lehre, die heute in vielen evangelikalen Gemeinden in den Vereinigten Staaten gelehrt wird. Demnach werde die Endzeit durch eine Große Trübsal von sieben Jahren gekennzeichnet sein, die nach der Entrückung der wahren Gläubigen beginne. Sie sei durch Gewalt, Unterdrückung und Terror gekennzeichnet. Auf ihrem Höhepunkt nach dreieinhalb Jahren werde der Antichrist eine weltweite Diktatur errichten, die nach weiteren dreieinhalb Jahren von der Parusie Christi und seinem Sieg in der Schlacht Harmagedon beendet werde.

### Antisemitismus
Seit der Französischen Revolution entstanden antisemitische Verschwörungstheorien, die den Antichrist erneut auf das angebliche Weltjudentum und seine angeblichen bösen Pläne gegen die Menschheit, besonders die Christen, bezogen. Als Napoleon Bonaparte 1806 führende Judenvertreter, den Sanhedrin, einberief, um sich mit ihnen zu beraten, sahen sich alle bestätigt, die in ihm bereits den Antichrist sahen: die Anhänger der gestürzten Bourbonenmonarchie ebenso wie die Orthodoxe Kirche Russlands. Deren Moskauer Patriarch schrieb:

„Zur größeren Schmach der Kirche Christi ließ er in Frankreich die Judensynagoge wieder zusammentreten und stellte das große Sanhedrin wieder her, dieselbe ruchlose Versammlung, die sich einst erkühnt hatte, unseren Herrn und Heiland, Jesus Christus, zum Kreuzestod zu verurteilen, und nun darauf aus ist, die durch den Zorn Gottes über das ganze Angesicht der Erde zerstreuten Judäer wieder zu vereinigen, um sie zum Umsturz der Kirche Christi und zur Ausrufung eines falschen Messias in der Person Napoleons zu bewegen.“

1905 veröffentlichte der religiöse russische Schriftsteller Sergei Alexandrowitsch Nilus sein Das Große im Kleinen, oder die Ankunft des Antichrist und die herannahende Herrschaft des Teufels auf der Erde. Das Buch enthält auch den Text der Protokolle der Weisen von Zion, eine antisemitische Fiktion, die vorgibt, Beweise für eine jüdische Weltverschwörung zu liefern. Darin deutete Nilus, ganz dem traditionellen Antijudaismus verhaftet, die Juden als Antichrist. Die Oktoberrevolution von 1917 interpretierte er später im Sinne der Verschwörungstheorie vom angeblich jüdischen Bolschewismus als Anbruch der Herrschaft des Antichristen. Nach dem Ende der Sowjetunion wurden Nilus’ Schriften wiederaufgelegt, er wurde in kirchlichen und nationalistischen Kreisen Russlands regelrecht eine Kultfigur.
Der rechtsradikale amerikanische Prediger Gerald Winrod sagte 1936 voraus, der jüdische Antichrist werde sich eines internationalen jüdischen Herrschaftssystem bedienen, das bereits bestehe: „die jüdische Geldmacht“. 1999 erklärte der fundamentalistische Fernsehprediger Jerry Falwell, der Antichrist lebe bereits und sei ein Jude; diese Aussage wollte er aber nicht als antisemitisch verstanden wissen.

### Kulturphilosophie

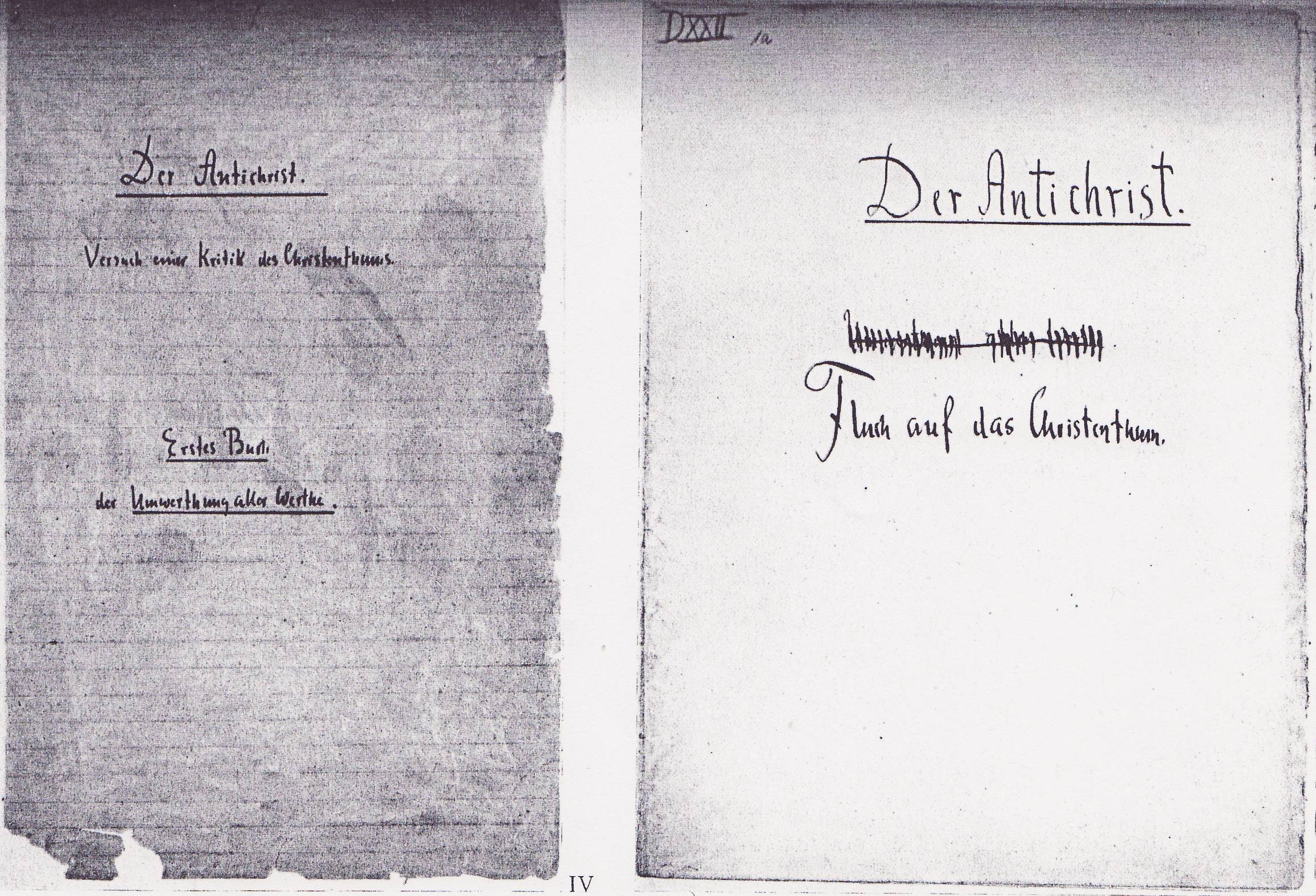
Die zwei Titelblätter des Nietzscheschen Manuskripts: zuerst erstes Buch der Umwerthung, dann für sich stehender „Fluch“.

Friedrich Nietzsche übte in seinem Buch Der Antichrist grundsätzliche Kritik am Christentum: Er bezeichnete es als „den einen unsterblichen Schandfleck der Menschheit“, der alles positive Selbstbewusstsein durch die Kettung an Moral und Schuldgefühle erniedrige und an der freien Entfaltung hindere. Dabei nahm er literarisch selbst die Rolle des Widerparts ein. Einige traditionell christliche Leser deuten diese Kritik als Verherrlichung des Antichrist-Typos in einer neuen Form und führen sie auf die Psychologie des Autors zurück, der eine bestimmte Form des Christentums im Kaiserreich und in seinem Elternhaus vor Augen hatte.
In der Tradition Nietzsches haben sich immer wieder Menschen als „Antichristen“ bezeichnet, wenn sie sich gegen die Vorherrschaft des Christentums auflehnen bzw. es verachten. Dieses Phänomen ist im 20. Jahrhundert vor allem in Aussagen des Thelemiten Aleister Crowley und im „modernen“ Satanismus von Anton Szandor LaVey aufgetreten.
Im Blick auf die totalitären Weltanschauungen des 20. Jahrhunderts wurde in christlicher als auch weltlicher Literatur der Antichrist unter anderem in Adolf Hitler, Wladimir Iljitsch Lenin und Josef Stalin ausgemacht. In Rumänien sagte der Nachrichtensprecher 1989 nach der Hinrichtung des gestürzten Diktators Nicolae Ceaușescu: „Welch ein Weihnachten – der Antichrist ist tot!“
Eine andere Deutung des Begriffs „Antichrist“ nahm die schwedische Schriftstellerin Selma Lagerlöf in ihrem Roman Die Wunder des Antichrist vor: Der Antichrist ist hier der Sozialismus, der ebenso wie das Christentum dem Menschen helfen will, aber im Gegensatz zum Christentum „nur von dieser Welt“ ist. Christus und Antichrist müssten miteinander versöhnt werden.

### 1900–1933
Zwischen 1914 und 1918 wurde von deutscher, angelsächsischer und russischer Seite der jeweils andere als Antichrist verteufelt. Vor und nach dem Ersten Weltkrieg wurde die Antichristvorstellung auch zum Zweck der antisozialistischen bzw. antikommunistischen Propaganda verwandt. Sergei Nilus sah den Sozialismus in seinem 1901 erschienenen Buch Das Große im Kleinen (Untertitel: Nahe ist der herranschreitende Antichrist und das Reich des Teufels auf der Erde) als Verkörperung des Antichristen. In der zweiten Auflage von 1905 wurde das Buch mit der antisemitisch motivierten Fälschung Protokolle der Weisen von Zion im Anhang veröffentlicht.

### Zeit des Nationalsozialismus
Das Bild des Antichristen gewann während der Zeit des Nationalsozialismus in Ideologie, politischer Auseinandersetzung und Literatur eine verstärkte Bedeutung. Auch unmittelbar nach 1945 wurde es in der Diskussion häufig verwandt.

#### Das Regime
Die Ideologie des Nationalsozialismus und etlicher seiner Protagonisten war in nicht unerheblichem Maße von einem vormodern-irrationalen, halbreligiösen, apokalyptischen Welt- und Geschichtsbild geprägt. In diesem endzeitlichen Szenario wurde dem jüdischen Volk die Rolle des „absolut Bösen“ zugewiesen. Seine negativen Ziele versuche es dabei durch allerlei Aktivitäten wie Verschwörungen, Täuschung, Verstellung und Verbündung mit anderen Richtungen wie dem Bolschewismus zu erreichen. Dem stünden die aufrechten und entschlossen kämpfenden „Kräfte des Lichts“ in Form des Ariers und Nationalsozialismus entgegen. Die Vernichtung des „Juden“ wurde somit zur Vorbedingung der Erlösung des arischen Menschen. Claus-Ekkehard Bärsch schreibt dazu in Bezug auf die Weltsicht von Joseph Goebbels:

„Die Hauptvertreter des Bösen beziehungsweise des Satans sind die Juden. Als ‚Antichrist‘ muß ‚der Jude‘ von den Vollstreckern der Erlösung vernichtet werden.“

Diese Sichtweise wurde der eigenen Bevölkerung in Wort, Bild und Ton intensiv nahegelegt. Dabei wurde der „Jude“ indirekt oder auch direkt mit dem Antichristen gleichgesetzt. Der nationalsozialistische Chefideologe Alfred Rosenberg beschrieb das jüdische Volk (in seiner Formulierung „Ahasver der ‚Ewige Jude‘“) im Mythus des 20. Jahrhunderts als „durch die Weltgeschichte ziehenden Sohn der Satan-Natur“, und schon 1926 schrieb Adolf Hitler:

„So glaube ich heute im Sinne des allmächtigen Schöpfers zu handeln: Indem ich mich des Juden erwehre, kämpfe ich für das Werk des Herrn. […] So geht er [der Jude] seinen verhängnisvollen Weg weiter, bis ihm eine andere Macht entgegentritt und ihn in gewaltigem Ringen den Himmelsstürmer wieder zum Luzifer zurückwirft.“

Im gleichen Jahr schrieb Joseph Goebbels in seinem Tagebuch am 26. Juni:

„Der Jude ist wohl der Antichrist der Weltgeschichte.“

Er war es auch, der 1937 auf dem Nürnberger Reichsparteitag im Bezug auf die Juden verkündete:

„Sehet, das ist der Feind der Welt, der Vernichter der Kulturen, der Parasit unter den Völkern, der Sohn des Chaos, die Inkarnation des Bösen, der plastische Dämon des Verfalls der Menschheit.“

#### Kritik und Widerstand
Der Begriff des Antichristen tauchte in kritischen Äußerungen und Literatur zum Regime sowie im Widerstand in verdeckter bzw. verschlüsselter Form, aber auch ganz direkt auf. Franz Werfel stellte Hitler, ohne ihn beim Namen zu nennen, in seinem 1938 entstandenen und 1952 veröffentlichten Romanfragment Cella oder die Überwinder als „Antichrist“ und „großen Drachen“ dar. Reinhold Schneider schrieb 1938, allerdings ohne expliziten Bezug auf Hitler, das Gedicht Der Antichrist, und Joseph Roth verfasste 1934 den Essay Der Antichrist:

„Ein Dichter, der zum Beispiel heute gegen Hitler und gegen das Dritte Reich nicht kämpfte, ist gewiß ein kleiner, schwacher Mensch und wahrscheinlich auch ein wertloser Dichter. […] Die Aufgabe des Dichters in unserer Zeit ist – um Ihre Frage ganz präzise zu beantworten: der unerbittliche Kampf gegen Deutschland, denn dieses ist die wahre Heimat des Bösen in unserer Zeit, die Filiale der Hölle, der Aufenthalt des Antichrist.“

Die ab 1935 komponierte Oper Der Sturz des Antichristen des 1944 ermordeten Komponisten Viktor Ullmann konnte erst 1988 uraufgeführt werden. Der katholische Theologe Theodor Haecker wertete die deutsche Führung und den Angriffskrieg gegen England (ebenso wie die Französische Revolution von 1789) als prinzipiell antichristlich:

„Die Führung Deutschlands ist heute, darüber ist nicht der geringste Zweifel […] dezidiert antichristlich… […] Aber nun ist es klar und deutlich eine Sache Christi und des Antichrist.“

Die Ermordung des jüdischen Volkes verurteilte er trotz seiner Verhaftung in traditionellen christlich-antijudaistischen Denkkategorien mit Bezug auf das Bild des Antichristen:

„Es kann die Zeit kommen, daß die Deutschen im Ausland auf der linken Seite der Brust ein Hakenkreuz, also das Zeichen des Antichristen, tragen müssen. Durch ihre Verfolgung der Juden nähern sich nämlich die Deutschen immer mehr den Juden und deren Schicksalen. Sie kreuzigten nämlich heute Christus zum zweiten Mal, als VOLK!“

Der Baptistenprediger Arnold Köster bezeichnete 1932 in einer deutschen Zeitschrift der Baptisten sowohl Hakenkreuz als auch Sowjetstern als „antichristlich“. 1941 legte er in einem Vortrag in Wien sieben Merkmale des Antichristen dar, wobei diese Merkmale sehr genau auf Hitler passten.
Der Protestant Hans Scholl, der mit der Widerstandsgruppe Weiße Rose zum Widerstand gegen den Nationalsozialismus gehörte, bezeichnete Hitler in einem Flugblatt als „Boten des Antichrists“ und später in einem Gespräch mit Haecker direkt als Antichrist: „Der Antichrist kommt nicht erst, er ist schon da!“

#### Diskussion nach 1945
Nach Ende des Krieges spielte die Gleichsetzung des NS-Regimes und die Personifikation seiner Vertreter als das „Böse schlechthin“ und des „Antichristen“ im Kontext der plötzlichen Zurkenntnisnahme des Ausmaßes der NS-Verbrechen eine große Rolle. Fritz von Unruh verglich den Nationalsozialismus mit der Pest und die Deutschen mit „fanatisch verblendeten Heiden“. Thomas Mann sprach mit selbem Bezug von „Teufelsdreck“ und „Teufelspakt“. Er warf den zwischen 1933 und 1945 nicht ausgewanderten Schriftstellern vor, dem „Herrn Urian aufgewartet“ zu haben und auf dem Hexensabbat mitgetanzt zu haben. Ernst Wiechert beschrieb die NS-Herrschaft in Der Totenwald als „das barbarische Zeitalter und das Reich des Antichrist“.
Diese vornehmlich von religiös gebundenen Schriftstellern verwandten Bilder bergen die Gefahr, die nationalsozialistische Tatsachenwirklichkeit zu verschleiern und die gesellschaftlich-politischen, wirtschaftlichen, sozialen und mentalitätsgeschichtlichen Zusammenhänge, welche den Nationalsozialismus ermöglichten, einer Analyse zu entziehen. Die Gleichsetzung der nationalsozialistischen Führung mit dem „Bösen“ kann dem Einzelnen und dem Kollektiv ermöglichen, der Auseinandersetzung mit persönlicher Verantwortung und Schuld auszuweichen.

## Gegenwart

### Christliche Konfessionen
Die Ökumene hat Verständigung zwischen den Kirchen erreicht und von Zuweisungen des Antichrist-Typus an die jeweils andere Seite Abstand genommen.
In Europa wird der Begriff Antichrist etwa von dem Sedisvakantisten Johannes Rothkranz benutzt, von Manfred Adler, einem ehemaligen Ordenspriester, oder dem evangelikalen Schweizer Missionar Wim Malgo. Im Jahr 2007 bezeichnete der ehemalige Erzbischof von Bologna, Giacomo Biffi Pazifismus, Ökumene und ökologische Bewegungen als Erscheinungsformen des Wirkens des Antichristen:
In den Vereinigten Staaten dagegen ist die Befürchtung, der Antichrist werde in naher Zukunft die Weltherrschaft übernehmen, aufgrund der intensiven Medientätigkeit evangelikaler Publizisten wie des Fernsehpredigers Jerry Falwell oder des Schriftstellers und Radiomoderators Hal Lindsey weit verbreitet. Als Indizien gelten ein zunehmender Supranationalismus in Europa und Nordamerika, der als Schritt auf dem Weg zu einer Weltregierung oder der Wiedererstehung des Römischen Reichs gedeutet wird, die Einführung bargeldlosen Zahlungsverkehrs, mit der der Antichrist, wie in der Offenbarung vorhergesagt, alle, die nicht sein Malzeichen trügen, von jeglicher Geschäftstätigkeit ausschließen werde, sowie die zunehmende elektronische Datenverarbeitung und Überwachungstechnik. In diesem Zusammenhang wird imaginiert, demnächst würde allen Menschen ein Computerchip implantiert werden, mit denen ihr Aufenthaltsort oder sogar ihre Gedanken kontrolliert werden könnten. Diese Befürchtungen sind oft mit Verschwörungstheorien wie der von einer „Neuen Weltordnung“ assoziiert, die die Herrschaft des Antichrist vorbereiten oder ausmachen werde.

### Populärkultur
In den 1960er Jahren identifizierten manche konservativen christlichen Gruppen künstlerische Entwicklungen wie die Beat- und Rockmusik mit dem Antichristentum, hinter dem der Teufel stehe. Als Reaktion darauf nahmen seit den 1980er Jahren sich betont antichristlich gebende Musikgruppen („ACs“) zu. Viele Jugendliche sehen in dieser Bezugnahme eine neue Art der Rebellion, die mit neuen Musikrichtungen und dazugehörigen Subkulturen wie Punk, Metal, Hip-Hop, Gothic, Dark Electro usw. einherging; teilweise werden über diese genuin antichristliche oder satanistische Inhalte transportiert. Beispiele für solche Produktionen sind das Album Antichrist Superstar der Band Marilyn Manson, deren Sänger Brian Hugh Warner Mitglied der Church of Satan ist, Anti’christ von Das Ich, The Antichrist von Destruction, Antichrist der dem Black Metal zuzuordnenden und sich entsprechend als satanistisch verstehenden Band Gorgoroth und ein ebenfalls Antichrist betiteltes Album der Band Akercocke.